# Michael Ben David
Michael Ben David ( מיכאל בן דוד) est un chanteur israélien né le 26 juillet 1996 qui a représenté son pays au Concours Eurovision de la chanson 2022. Il interpréte la chanson I.M lors de la deuxième demi-finale et ne parvient pas à se qualifier, terminant 13e avec 61 points.

## Biographie
Michael Ben David est né le 26 juillet 1996. Il est le deuxième enfant de six frères et sœurs, d'une mère et d'un père juifs géorgiens qui ont immigré en Israël depuis l'Ukraine,. Il commence à prendre des cours de chant et à étudier la danse avec le chorégraphe israélien Oz Morag. Il travaille également comme serveur chanteur dans un bar de Tel Aviv-Jaffa. Après avoir terminé son service militaire obligatoire, il fréquente la Beit Zvi School of Performing Arts, qui a produit un certain nombre d'anciens artistes israéliens de l'Eurovision comme Rita, Shiri Maimon et Harel Skaat, diplômés en 2020. Pendant son séjour à l'école, il joue dans plusieurs pièces de théâtre et comédies musicales.
En octobre 2021, Ben David auditionne pour The X Factor Israel. Au cours de l'émission, il interprète un certain nombre de chansons, dont Gimme! Gimme! Gimme! (A Man After Midnight) d'ABBA, Idontwannabeyouanymore de Billie Eilish et It's a Sin de Pet Shop Boys. Ben David a ensuite remporté la finale avec sa chanson I.M et représente Israël au Concours Eurovision de la chanson 2022.
Depuis 2022, Ben David est en couple avec Roi Ram, qu'il a rencontré pendant ses études à Beit Zvi, pendant trois ans. Le couple a joué ensemble dans un certain nombre de comédies musicales telles que A Thousand and One Nights et King Solomon and Shlomo the Shoemaker, ainsi que dans The Kitchen.